# Ecpetala caesiplaga
Ecpetala caesiplaga är en fjärilsart som beskrevs av Louis Beethoven Prout 1935. Ecpetala caesiplaga ingår i släktet Ecpetala och familjen mätare. Inga underarter finns listade i Catalogue of Life.